# Martha Hall Findlay
Martha Hall Findlay, née le 17 août 1959 à Toronto en Ontario, est une avocate canadienne, femme d'affaires et femme politique. Elle était la candidate libérale dans Newmarket—Aurora aux élections fédérales de 2004, perdant par une mince marge contre la candidate conservatrice Belinda Stronach. Elle était la première candidate déclarée pour le prochain congrès d'investiture du Parti libéral pour succéder à Paul Martin.

## Biographie

### Débuts et carrière
Hall Findlay remporte la médaille d'argent dans la compétition canadienne de ski en 1976, et est nommée à l'escoude d'entraînement national avant de se retirer de la compétition pour se concentrer sur son éducation. Elle est diplômée en relations internationales de l'Université de Toronto, et en droit de l'École de droit Osgoode Hall à l'Université York. Durant ses études universitaires, elle travaille en tant que serveuse, charpentier et entraîneuse de ski ; pendant ses études de droit, elle est copropriétaire et gérante de deux magasins de vente au détail.
Dans sa carrière professionnelle, elle travaille pour six années dans la pratique du droit corporatif et commercial aux bureaux torontois de la firme d'avocat internationale Baker & Mackenzie ; elle a également été conseil général et cadre pour Bell Mobilité et Mobilité Canada, et est plus tard vice-présidente et conseil général pour The Rider Group. Après avoir déménagé à Collingwood (Ontario) en 1997, elle fonde The General Counsel Group, une firme de consultants légaux et de gérance travaillant surtout dans les domaines de la haute technologie et des télécommunications au Canada et en Europe.

### Aspirations politiques
Durant l'élection fédérale de 2004, le candidat libéral dans la circonscription de Newmarket—Aurora se désiste, n'osant pas se présenter contre la candidate conservatrice Belinda Stronach, une femme d'affaires locale riche et nationalement célèbre pour sa candidature dans la course au leadership du Parti conservateur du Canada plus tôt la même année. Hall Findlay, encore résidente à Collingwood, est parachutée dans la circonscription à une date relativement tardive. Elle est battue par Stronach par seulement 689 voix.
Espérant défaire Stronach aux élections suivantes, Hall Findlay s'établit dans Newmarket—Aurora et devient active au sein du Parti libéral et dans la communauté locale. Mais le 17 mai 2005, Stronach traverse le parquet de la Chambre des communes pour se joindre au caucus libéral, et Hall Findlay ne lui conteste pas la nomination libérale. Dans l'élection de 2006, des rumeurs voulaient qu'elle se présente dans Simcoe—Grey (qui inclut Collingwood) et elle informe les organisateurs libéraux qu'elle voulait se présenter dans une circonscription de Toronto, mais ils ne voulurent pas lui en accorder une. Elle contribue aux campagnes torontoises de Michael Ignatieff, John Godfrey et Carolyn Bennett, et la campagne dans Barrie de Aileen Carroll. En décembre 2005, elle déménage à Toronto.
Le 8 février 2006, Hall Findlay devient la première candidate déclarée pour le congrès d'investiture du Parti libéral pour succéder à Paul Martin.
Après les retraits successifs de Carolyn Bennett et Hedy Fry en faveur de Bob Rae, elle demeure maintenant la seule femme dans la course à la succession de Paul Martin.
Elle a trois enfants d'âge adulte. Le 8 octobre 2015, elle donnait une entrevue à Catherine Perrin à la première chaîne de Radio-Canada, en compagnie de son compagnon, l'ancien chef bloquiste Daniel Paillé.